# Hiroshi Abe (aktor)
Hiroshi Abe (jap. 阿部 寛 Abe Hiroshi; ur. 22 czerwca 1964) – japoński model i aktor. Urodził się w Jokohamie, prefektura Kanagawa. Znany ze swojego wysokiego wzrostu (1,89 m).

## Filmografia

### Filmy
- Thermae Romae II (2014) jako Lucius
- Thermae Romae (2012) jako Lucius[1]
- Once in a Blue Moon (2011)
- I Wish / 奇跡 (2011)
- Aruitemo aruitemo (2008)
- Kakushi Toride no San-Akunin: The Last Princess (2008)
- Mōryō no Hako (2008)
- Czekolada (2008) – jako Masashi
- Team Batista no Eikō (2008)
- Taitei no ken (2007)
- HERO the movie (2007)
- Bubble Fiction: Boom or Bust (2007)
- Forbidden Siren (2006)
- Baruto no Gakuen (2006)
- Trick 2 (2006)
- Fist of the North Star: The Legends of the True Savior / Shin Kyūseishu Densetsu Hokuto no Ken series (2006–2008)
  - Legend of Raoh: Chapter of Love in Death / Raō Den Jun’ai no Shō (2006)
  - Legend of Yuria / Yuria Den (2007) (OVA)
  - Legend of Raoh: Chapter of Fierce Fighting / Raō Den Gekito no Shō (2007)
  - Legend of Toki / Toki Den (2008) (OVA)
  - Zero: Legend of Kenshiro / Zero: Kenshirō Den (2008)
- Ubume no Natsu (2005)
- Hasami otoko (jap. ハサミ男) (2004)
- My Lover is a Sniper: The Movie (jap. 恋人はスナイパー　劇場版 Koibito wa sunaipā gekijō-ban) (2004)
- Survive Style 5+ (2004)
- Hotel Venus (jap. ホテル　ビーナス Hoteru bīnasu) (2004)
- Hana and Alice (jap. 花とアリス Hana to Arisu) (2004)
- Trick (2002)
- Platonic Sex (2001)
- RUSH! (2001)
- Blood Sucking Space (Chi wo sū uchū) (2001)
- Japońskie wilki (2000) jako Takeshi Itō
- Godzilla 2000: Millennium (1999) – jako Mitsuo Katagiri
- Moon Over Tao (1997)
- Yamato Takeru (1994)
- Saga of the Phoenix (1990)
- Yawara! (1989)
- Haikarasan ga tōru (1988)

### Telewizja
Główne role
- Shinzanmono (jap. 新参者) (wiosna 2010) jako Kaga Kyōichirō
- Shiroi Haru (jap. 白い春) (wiosna 2009) jako Haruo Sakura
- Kekkon Dekinai Otoko (The Man Who Can’t Get Married) (jap. 結婚できない男) (lato 2006) jako Shinsuke Kuwano
- Dragon Zakura (jap. ドラゴン桜 Doragon Zakura) (lato 2005) jako Kenji Sakuragi
- At Home Dad (jap. アットホームダッド Atto Hōmu Daddo) (2004 summer) jako Kazuyuki Yamamura
- The Last Lawyer (jap. 最後の弁護人 Saigo no Bengonin) (2003 winter)
- Trick series (jap. TRICKシリーズ Torikku shirīzu) (jesień 2003, zima 2002, lato 2000) jako Jirō Ueda
- Glorious Yorujūrō (jap. 天晴れ夜十郎 Appare Yorujūrō) (wrzesień 1996 – marzec 1997) jako Yorujūrō